# Tuhrina
Tuhrina és un poble i municipi d'Eslovàquia. Es troba a la regió de Prešov, al nord del país.

## Història
La primera referència escrita de la vila data del 1397.

## Demografia
| Godina             | 1994 | 2004    | 2014   | 2024    |
| ------------------ | ---- | ------- | ------ | ------- |
| Nombre de persones | 381  | 435     | 471    | 554     |
| Diferència         |      | +14,17% | +8,27% | +17,62% |

| Godina             | 2023 | 2024   |
| ------------------ | ---- | ------ |
| Nombre de persones | 551  | 554    |
| Diferència         |      | +0,54% |